# Niko Županič

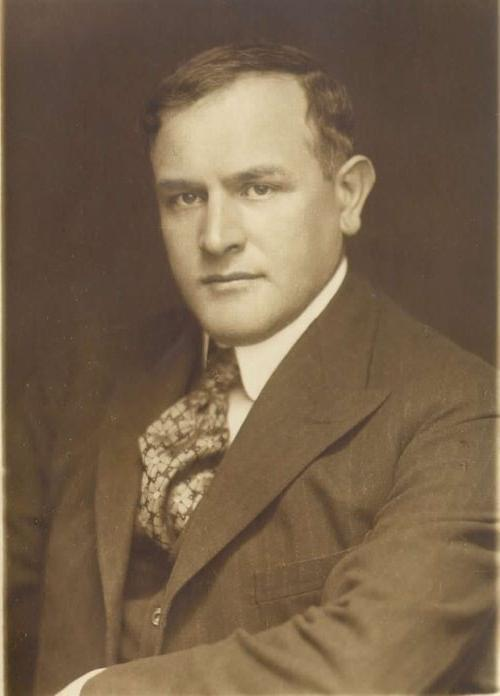
Niko Županič, 1921

Niko Županič (* 1. Dezember 1876 in Griblje, heute Gemeinde Črnomelj; † 11. September 1961 in Ljubljana) war ein jugoslawischer Anthropologe und Politiker. Er gilt als Begründer der südslawischen Anthropologie.

## Leben
Niko Županič studierte Geschichte, Geographie und Ethnologie an der Universität Wien. Ab 1907 war er als Museumskurator in Belgrad tätig. Während des Ersten Weltkrieges schloss er sich dem Jugoslawischen Komitee an. 1922/23 gehörte er einige Monate als Minister der Jugoslawischen Regierung unter Nikola Pašić an, dessen Radikale Volkspartei er vergeblich in Slowenien zu popularisieren versuchte, und wurde 1923 Direktor des Slowenischen Ethnographischen Museums.

## Schriften (Auswahl)
- Macedonien und das türkische Problem, 1903
- Žumberčani i Marindolci, 1912
- Pontijski Bugari, 1913
- Hrvati kod Atine, 1914
- Les premiers habitants des pays Yougoslaves, 1919
- Etnogeneza Jugoslovena. In: Rad 222, 1920
- Tragom za Pelazgima, 1922
- Srbi Ptolomeja i Plinija, 1924
- Prvobitni Hrvati, 1925
- Altserbien und die albanische Frage, 1912
- The strategical significance of Serbia, 1915